# Papuama ismayi
Papuama ismayi är en tvåvingeart som beskrevs av Wayne N. Mathis och Tadeusz Zatwarnicki 2002. Papuama ismayi ingår i släktet Papuama och familjen vattenflugor. Inga underarter finns listade i Catalogue of Life.